# 長野赤十字看護専門学校
長野赤十字看護専門学校 （ながのせきじゅうじかんごせんもんがっこう）は、長野県長野市にあった私立の専修学校である。運営母体は日本赤十字社。

## 沿革
- 1895年（明治28年） - 日本赤十字社 長野支部 速成看護婦養成所として発足。
- 1948年（昭和23年） - 保健婦助産婦看護婦法施行に伴い、長野赤十字看護学院と改称。
- 1951年（昭和26年） - 長野赤十字高等看護学院と改称。保健婦助産婦看護婦法に基づく養成施設として指定。
- 1976年（昭和51年）3月31日 - 長野赤十字看護専門学校と改称。学校教育法第82条の8に基づく医療専門課程を設置する専修学校として認可。
- 1995年（平成7年） - 専門士の称号が付与できる専修学校の専門課程として認可。
- 2016年（平成28年）2月 -　2025年（平成27年） 頃までに長野赤十字病院を建て替えることが決まり、看護系学部の設置を検討している清泉女学院大学・長野保健医療大学のどちらかで看護系の学部・学科が設置された場合は当校を廃校とする方針を公表[1]。
- 2019年（平成31年）4月 - 本年度以降の学生の募集を停止[2]。
- 2022年（令和4年）3月 - 閉校。

## 学科
- 専門課程 看護学科 3年課程

赤十字社奨学金
- 日本赤十字社看護師同方会奨学資金

## 取得できる資格・免許状

### 看護学科
- 看護師 国家試験受験資格
- 保健師・助産師の養成機関受験資格
- 養護教諭免許一種の養成機関（看護系）受験資格
- 専門士（医療専門課程）の称号[3]
- 四年制大学編入学受験資格

## 交通アクセス
- JR・長野電鉄 長野駅
  - 東口から、長電バス 14・15系統「日赤」下車
  - 善光寺口から、アルピコ交通（川中島バス）21系統「日赤」下車